# О’Салливан, Тимоти
Тимоти Г. О’Салливан (англ. Timothy H. O’Sullivan; около 1840, Нью-Йорк — 14 января 1882, Статен-Айленд, Нью-Йорк) — американский фотограф. Известность получили его фотографии Гражданской войны в США и Дикого Запада.

## Биография
Ещё подростком поступил на работу к Мэтью Брейди — известному американскому фотографу, автору портретов многих знаменитостей того времени. Когда началась Гражданская война, он поступил в федеральную армию в чине 1-го лейтенанта и в следующем году участвовал в сражениях при Бофорте, Порт-Рояле, Форт-Уокере и Форт-Пуласки.
Уйдя в отставку с отличием, он поступил в группу военных корреспондентов под руководством Брейди. В июле 1862 года О’Салливан в составе войск генерала Джона Поупа был наблюдателем кампании в Северной Вирджинии. Затем он присоединился к группе фотографа Александра Гарднера и опубликовал свои первые 44 военных фотографии (Gardner’s Photographic Sketch Book of the War). В июле 1863 г. ему удалось снять свою самую известную фотографию, «Урожай смерти», изображавшую покрытое трупами поле после битвы под Геттисбергом. В той же битве он снял и ряд других известных фотографий, в частности:
- «Мёртвый снайпер-конфедерат на вершине Литл-Раунд-Топ»,
- «Поле, где пал генерал Рейнольдс»,
- «View in wheatfield opposite our extreme left»,
- «Тела конфедератов, собранные для захоронения, на юго-западной оконечности Розового леса»,
- «Тела федеральных солдат близ Макферсонского леса»,
- «Slaughter pen».

В 1864 году, следуя в составе войск генерала У. Гранта, он фотографировал осаду Питерсберга. Затем на короткое время он был направлен в Северную Каролину, чтобы задокументировать осаду Форт-Фишера. Затем у Аппоматокса он присутствовал при капитуляции генерала Р. Ли в апреле 1865 года.
В период 1867—1869 годов О’Салливан был официальным фотографом Геологической экспедиции вдоль 40-й параллели под руководством Кларенса Кинга. Задание О’Салливана состояло в том, чтобы фотографировать западные земли с тем, чтобы привлечь туда поселенцев. О’Салливан одним из первых сфотографировал доисторические руины древних пуэбло, ткачей навахо, а также современные поселения пуэбло на юго-западе США. Разъезжал он на списанной карете скорой помощи, которую использовал в качестве передвижной фотолаборатории.
В 1870 году он присоединился к группе исследователей, направлявшихся в Панаму для обследования Панамского канала. В 1871—1874 годах он находился на юго-западе США, где под руководством лейтенанта Джорджа Уилера проводил обследование 100-го меридиана западной долготы. На реке Колорадо он оказался под угрозой голодной смерти, когда утонули некоторые лодки их экспедиции, при этом погибли многие негативы.
Последние годы он провёл в Вашингтоне в должности официального фотографа Службы геологической разведки США и Министерства финансов США, и умер от туберкулёза в возрасте 42 лет.

## Галерея

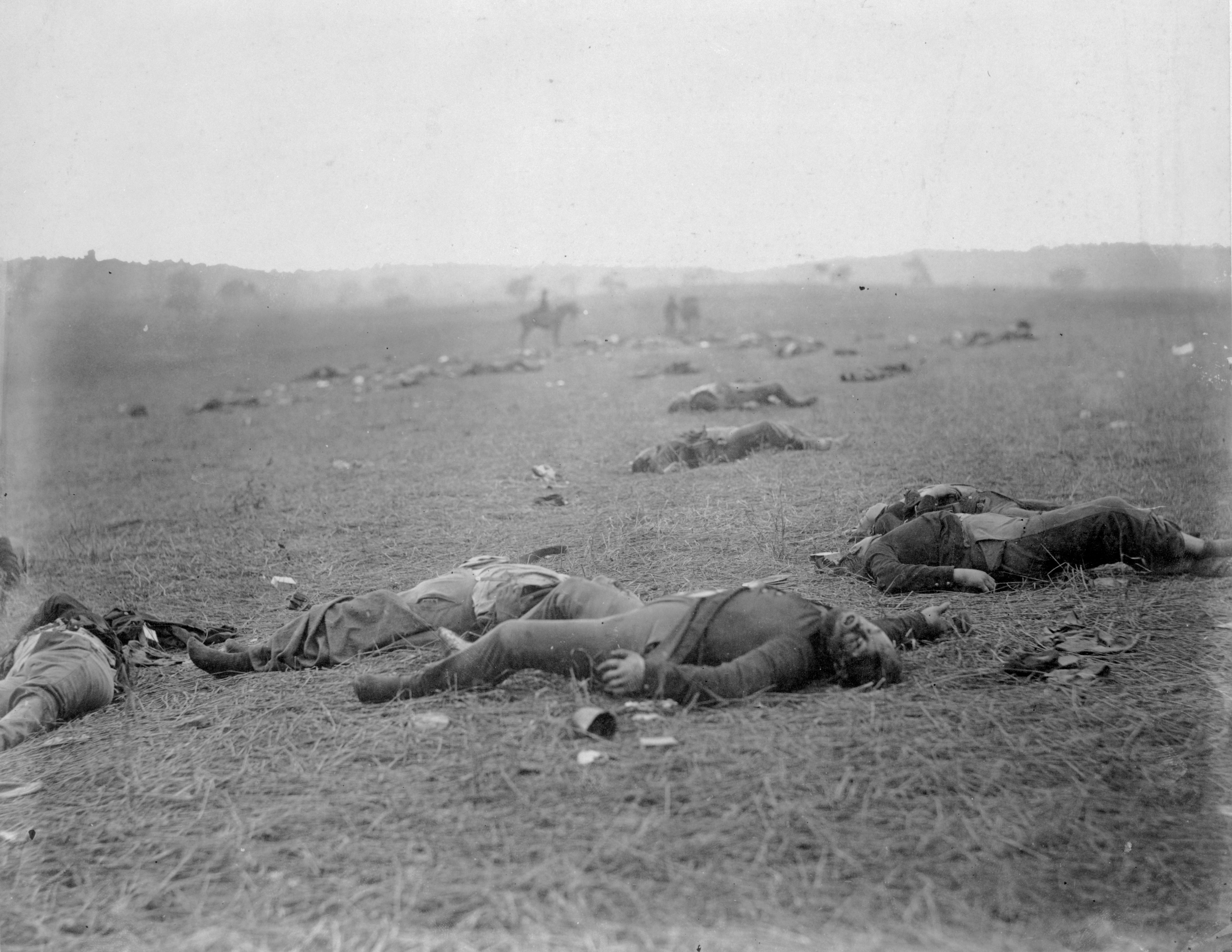
«Урожай смерти»: погибшие солдаты федеральной армии на поле Геттисбергской битвы
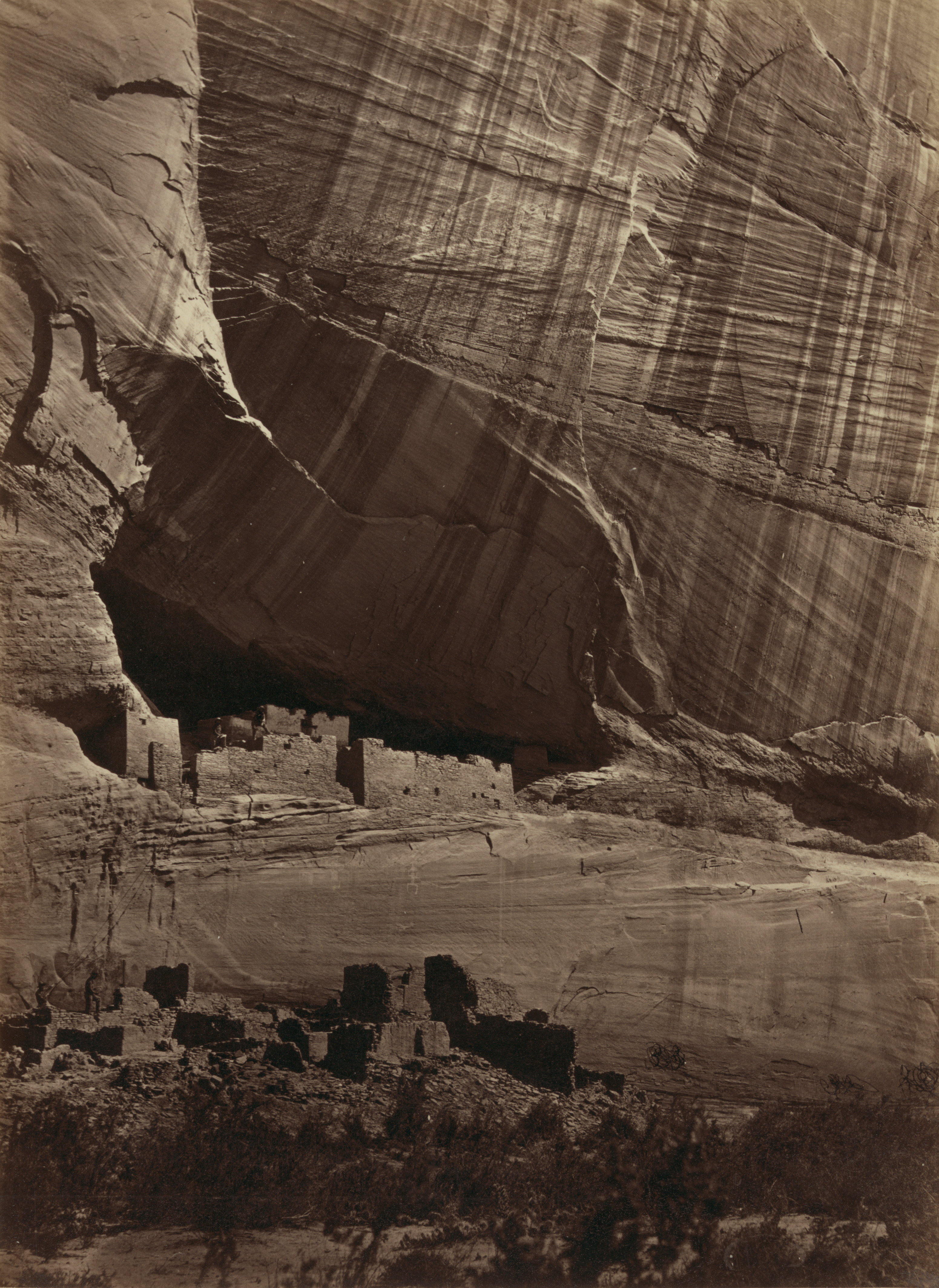
Руины «Белого дома», Каньон-де-Шейи, 1873
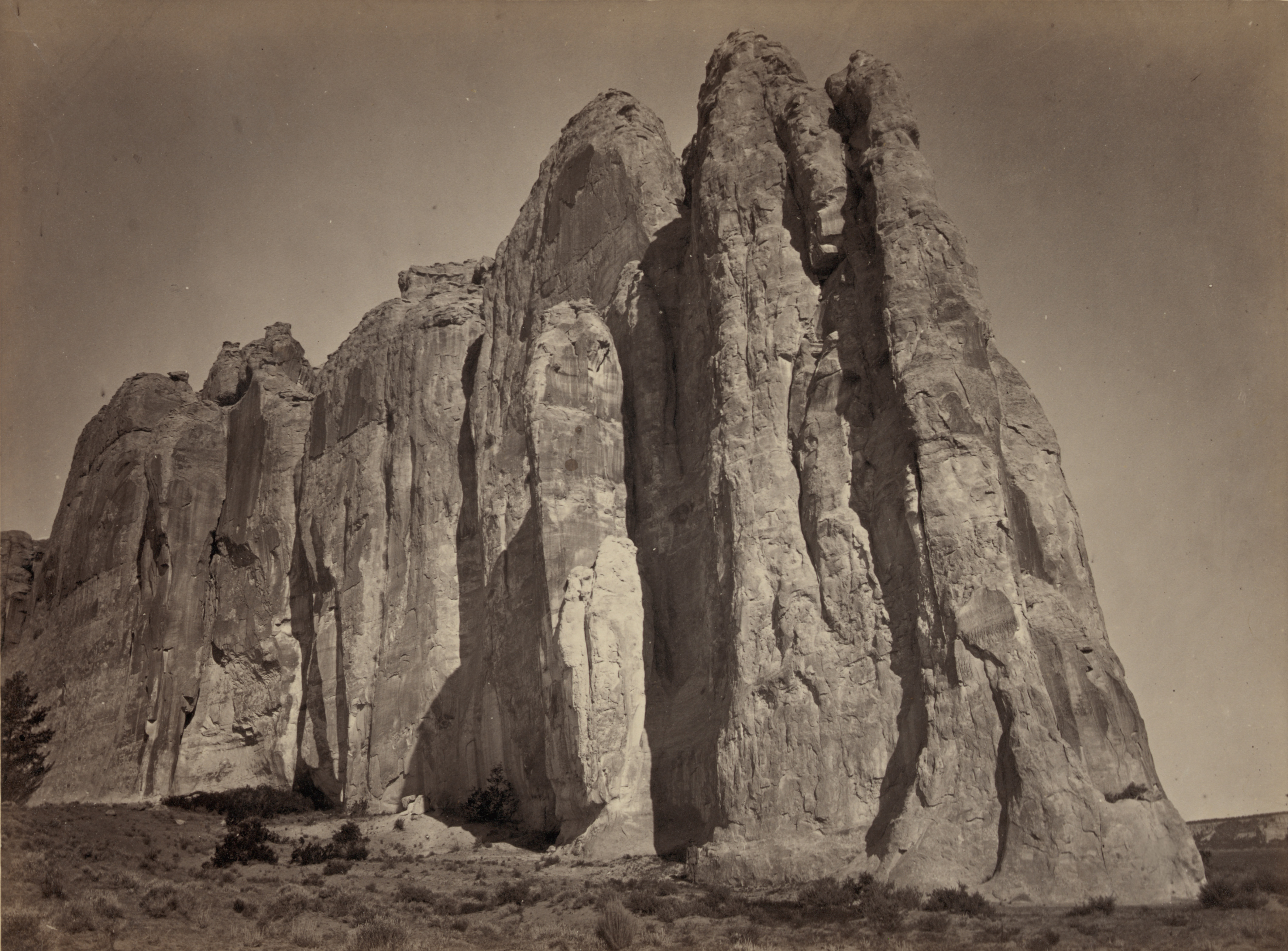
Скала с петроглифами, Эль-Морро, 1873
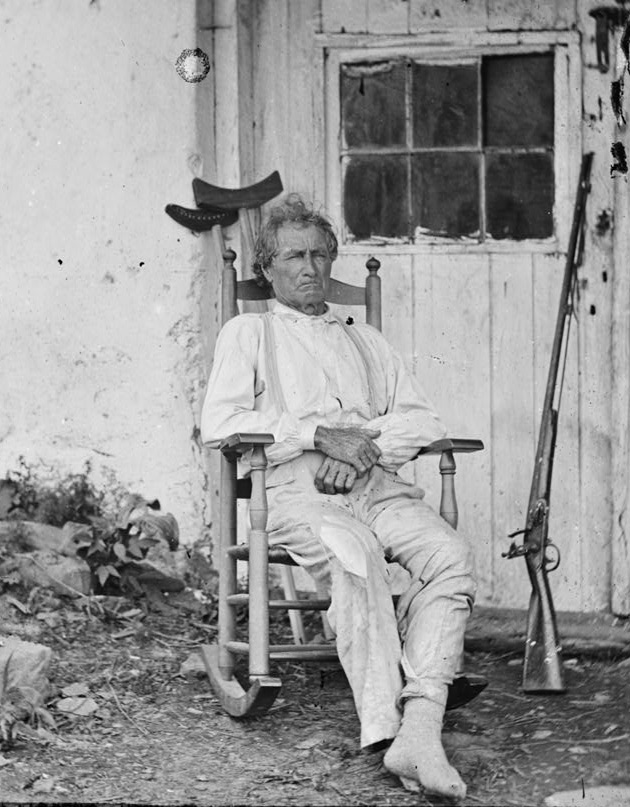
Джон Бёрнс, герой битвы при Геттисберге, 1863